# Куп Радивоја Кораћа 2013.
Куп Радивоја Кораћа је 2013. године одржан по седми пут као национални кошаркашки куп Србије, а једанаести пут под овим именом. Домаћин завршног турнира био је Крагујевац у периоду од 7. до 11. фебруара 2013, а сви мечеви су одиграни у Спортској хали Језеро. Од ове сезоне према договору Кошаркашког савеза Србије и ФИБА, пехар који се додељује победнику је реплика оригиналног трофеја који се додељивао у истоименом европском такмичењу. Пехар је промовисан годину дана раније.

## Учесници
На завршном турниру учествује укупно 8 екипа, а право учешћа клуб може стећи по једном од три основа:
- Као учесник Јадранске лиге 2012/13. (3 екипе)
  - По овом основу пласман су обезбедили Партизан mt:s, Црвена звезда Телеком и Раднички Крагујевац.
- Као освајач Купа КСС (1 екипа)
  - По овом основу пласман је обезбедио Металац.
- Као једна од четири најбоље пласиране екипе на половини првог дела такмичења у Кошаркашкој лиги Србије 2012/13. (4 екипе)
  - По овом основу пласман су обезбедили Војводина Србијагас, Мега Визура, Металац и Слобода Ужице. Међутим, пошто се Металац већ квалификовао као освајач Купа КСС, прилику да се такмичи на завршном турниру добила је и петопласирана екипа - Вршац.

## Дворана
| Крагујевац           | КрагујевацКуп Радивоја Кораћа 2013. на карти Србије |
| Спортска хала Језеро | КрагујевацКуп Радивоја Кораћа 2013. на карти Србије |
| Капацитет: 3.570     | КрагујевацКуп Радивоја Кораћа 2013. на карти Србије |
|                      | КрагујевацКуп Радивоја Кораћа 2013. на карти Србије |

## Четвртфинале
Жреб парова четвртине финала Купа Радивоја Кораћа 2013. обављен је 24. јануара 2013. у просторијама Кошаркашког савеза Србије, у Београду.
| 7. 2. 2013. 18:30 | Извештај | Мега Визура                                                 | 82 : 79 | Вршац                                         | Спортска хала Језеро, Крагујевац Гледаоци: 700 Судије: Александар Глишић, Владимир Јевтовић, Немања Нинковић |  |
| 7. 2. 2013. 18:30 | Извештај | Четвртине: 16-12, 25-16, 5-20, 36-31                        |         |                                               | Спортска хала Језеро, Крагујевац Гледаоци: 700 Судије: Александар Глишић, Владимир Јевтовић, Немања Нинковић |  |
| 7. 2. 2013. 18:30 | Извештај | Поени: Мицић 16 Скокови: Марјановић 16 Асистенције: Мицић 7 |         | Радовић 29 Радовић 11 Вуксановић, Милошевић 4 | Спортска хала Језеро, Крагујевац Гледаоци: 700 Судије: Александар Глишић, Владимир Јевтовић, Немања Нинковић |  |

| 7. 2. 2013. 21:00 | Извештај | Партизан mt:s                                                                    | 73 : 50 | Слобода Ужице                                 | Спортска хала Језеро, Крагујевац Гледаоци: 1.000 Судије: Часлав Чукаловић, Марко Пецељ, Радош Арсенијевић |  |
| 7. 2. 2013. 21:00 | Извештај | Четвртине: 23-13, 16-11, 21-11, 13-15                                            |         |                                               | Спортска хала Језеро, Крагујевац Гледаоци: 1.000 Судије: Часлав Чукаловић, Марко Пецељ, Радош Арсенијевић |  |
| 7. 2. 2013. 21:00 | Извештај | Поени: Вестерман, Гордон 11 Скокови: Гордон, Мусли 8 Асистенције: Милосављевић 4 |         | Арнаутовић 11 Љубојевић, Стефановић 5 Васић 4 | Спортска хала Језеро, Крагујевац Гледаоци: 1.000 Судије: Часлав Чукаловић, Марко Пецељ, Радош Арсенијевић |  |

| 8. 2. 2013. 18:30 | Извештај | Раднички Крагујевац                                                        | 95 : 60 | Металац                               | Спортска хала Језеро, Крагујевац Гледаоци: 2.000 Судије: Урош Обркнежевић, Милан Мажић, Душко Седлар |  |
| 8. 2. 2013. 18:30 | Извештај | Четвртине: 25-19, 22-15, 14-11, 34-15                                      |         |                                       | Спортска хала Језеро, Крагујевац Гледаоци: 2.000 Судије: Урош Обркнежевић, Милан Мажић, Душко Седлар |  |
| 8. 2. 2013. 18:30 | Извештај | Поени: Мијатовић 16 Скокови: Бирчевић 9 Асистенције: Крстовић, Миљеновић 6 |         | Балмазовић 15 Живановић 7 Живановић 5 | Спортска хала Језеро, Крагујевац Гледаоци: 2.000 Судије: Урош Обркнежевић, Милан Мажић, Душко Седлар |  |

| 8. 2. 2013. 21:00 | Извештај | Црвена звезда Телеком                                           | 97 : 72 | Војводина Србијагас              | Спортска хала Језеро, Крагујевац Гледаоци: 2.000 Судије: Бранислав Мрдак, Иван Стефановић, Урош Николић |  |
| 8. 2. 2013. 21:00 | Извештај | Четвртине: 27-20, 24-22, 24-18, 22-12                           |         |                                  | Спортска хала Језеро, Крагујевац Гледаоци: 2.000 Судије: Бранислав Мрдак, Иван Стефановић, Урош Николић |  |
| 8. 2. 2013. 21:00 | Извештај | Поени: Нелсон 19 Скокови: Савовић 10 Асистенције: Радивојевић 6 |         | Марковић 22 Зековић 8 3 играча 3 | Спортска хала Језеро, Крагујевац Гледаоци: 2.000 Судије: Бранислав Мрдак, Иван Стефановић, Урош Николић |  |

## Полуфинале
Према пропозицијама такмичења први полуфинални пар сачињавају тимови победници четвртфиналних мечева одиграних првог дана, а други полуфинални пар сачињавају тимови победници четвртфиналних мечева одиграних другог дана.
| 9. 2. 2013. 17:00 | Извештај | Мега Визура                                                 | 77 : 87 | Партизан mt:s                     | Спортска хала Језеро, Крагујевац Гледаоци: 2.000 Судије: Милија Војиновић, Драган Нешковић, Марко Јурас |  |
| 9. 2. 2013. 17:00 | Извештај | Четвртине: 21-21, 19-18, 19-21, 18-27                       |         |                                   | Спортска хала Језеро, Крагујевац Гледаоци: 2.000 Судије: Милија Војиновић, Драган Нешковић, Марко Јурас |  |
| 9. 2. 2013. 17:00 | Извештај | Поени: Мицић 23 Скокови: Марјановић 13 Асистенције: Мицић 7 |         | Гагић 21 Гордон 10 Милосављевић 4 | Спортска хала Језеро, Крагујевац Гледаоци: 2.000 Судије: Милија Војиновић, Драган Нешковић, Марко Јурас |  |

| 9. 2. 2013. 21:00 | Извештај | Раднички Крагујевац                                          | 64 : 90 | Црвена звезда Телеком                      | Спортска хала Језеро, Крагујевац Гледаоци: 4.000 Судије: Илија Белошевић, Миливоје Јовчић, Саша Маричић |  |
| 9. 2. 2013. 21:00 | Извештај | Четвртине: 17-25, 12-19, 25-23, 10-23                        |         |                                            | Спортска хала Језеро, Крагујевац Гледаоци: 4.000 Судије: Илија Белошевић, Миливоје Јовчић, Саша Маричић |  |
| 9. 2. 2013. 21:00 | Извештај | Поени: Вајт 21 Скокови: Вајт 9 Асистенције: Вајт, Крстовић 2 |         | Ракочевић 21 Савовић, Скот 7 Радивојевић 8 | Спортска хала Језеро, Крагујевац Гледаоци: 4.000 Судије: Илија Белошевић, Миливоје Јовчић, Саша Маричић |  |

## Финале
Првобитни термин одигравања финалне утакмице био је 10. фебруар 2013. у 21:00. Утакмица је тада и започета, али је прекинута у 26. минуту при нерешеном резултату (43:43) због нереда на трибинама и утрчавања навијача на терен. Како није било услова за наставак меча те вечери, преосталих 14 минута одиграно је наредног дана (11.2.2013. од 19:00) без присуства публике.
| 10/11. 2. 2013. 21:00 / 19:00 | Извештај | Партизан mt:s                                              | 69 : 78 | Црвена звезда Телеком                            | Спортска хала Језеро, Крагујевац Гледаоци: 4.000 Судије: Илија Белошевић, Милија Војиновић, Саша Маричић |  |
| 10/11. 2. 2013. 21:00 / 19:00 | Извештај | Четвртине: 22-25, 16-16, 11-8, 20-29                       |         |                                                  | Спортска хала Језеро, Крагујевац Гледаоци: 4.000 Судије: Илија Белошевић, Милија Војиновић, Саша Маричић |  |
| 10/11. 2. 2013. 21:00 / 19:00 | Извештај | Поени: Лучић 17 Скокови: Мусли 14 Асистенције: Вестерман 5 |         | Ракочевић, Скот 20 Савовић 10 Катић, Ракочевић 4 | Спортска хала Језеро, Крагујевац Гледаоци: 4.000 Судије: Илија Белошевић, Милија Војиновић, Саша Маричић |  |

| Освајач Купа Радивоја Кораћа 2013. |
| ---------------------------------- |
| КК Црвена звезда 3. титула.        |